# 斑阔嘴鸟
斑阔嘴鸟（学名：Eurylaimus javanicus），是阔嘴鸟科阔嘴鸟属的一种，分布于文莱、缅甸、老挝、越南、新加坡（已绝灭）、泰国、印度尼西亚、马来西亚和柬埔寨。该物种的保护状况被评为无危。
斑阔嘴鸟的平均体重约为79.5克。栖息地包括种植园、亚热带或热带的沼泽林、亚热带或热带的湿润低地林、乡村花园和城市。